# أكسيد أحادي

نموذج لجزيء أول أكسيد الكربون.

أول أكسيد أو أكسيد أحادي هو أي أكسيد يحتوي جُزيئُه على ذرة أكسجين واحدة. ومن أشهر الأكاسيد الأحادية أحادي أكسيد الكربون.
تستخدم بادئة «أحادي» في المصطلحات الكيميائية. وهي ترجمة للبادئة اليونانية uni، لا تُستعمل البادئة دائمًا في المركبات التي تحتوي على ذرة أكسجين واحدة. إذا ارتبط الأكسجين بمادة لا فلزية، تُستعملُ البادئة «أحادي». أمّا إذا ارتبطت ذرة الأكسجين بمعدن، فقد تُحذف البادئة. مثلاً، في المركب K 2 O ، البوتاسيوم (K) هو معدن، فاسمه الشائع هو أكسيد البوتاسيوم، أما أحادي أكسيد البوتاسيوم فأقلّ شيوعاً.
من بين الأكاسيد الأحادية، فإن أحادي أكسيد الكربون متعادل، وأكسيد الجرمانيوم (II) حمضي واضح، وكلٌ من أكسيد القصدير الثاني وأكسيد الرصاص الثاني مذبذبان.